# 黄芝雨
黄 芝雨（Hwang Ji U、ファン・ジウ、1952年1月25日 - ）は、韓国の詩人。全羅南道海南郡出身。

## 略歴
1952年1月25日、全羅南道海南郡に生まれる。1980年『中央日報』新春文芸に『연혁(沿革)』が入選、同年『文学と知性』に『대답 없는 날들을 위하여(答えのない日のために)』を発表して文壇デビューした。詩集『새들도 세상을 뜨는구나(鳥たちも世を去る)』は、記号、漫画、写真、多様な書体などを活用して詩の形式を破壊することで、諷刺詩の新しい地平を開いたと評価されている。仏教の華厳思想とマルクス主義を基底に置いた詩集『나는 너다(私は君だ)』、現実と超越の間の葛藤を詠いながらその葛藤を超える華厳世界を目指した『게 눈 속의 연꽃(カニの目の中の蓮の花)』、同じ時代を生きる人々の客観的な生のイメージと詩人の個別的な生のイメージが独特に重なって生の悔恨を描いている『어느날 나는 흐린 주점 속에 앉아 있을 거다(ある日私は曇った居酒屋に座っているだろう)』などの詩集を発表した。黄は実験的かつ前衛的な手法で諷刺と否定の精神と、その中に含まれた悲しみを詠う詩人として知られている。時代を諷刺し、理想郷を夢見る黄の詩には政治性、宗教性、日常性を感じることができる。

## 年譜
- 1952年1月25日、全羅南道海南郡に生まれる。[1]
- 1991年、第3回金洙暎文学賞、第36回現代文学賞受賞。
- 1993年、第8回素月詩文学賞受賞。
- 1999年、第1回白石文学賞、第7回大山文学賞受賞。
- 2006年、玉冠文化勲章受章。
- 2006～2009年、韓国芸術総合学校総長。

## 代表作品
- 1983年、새들도 세상을 뜨는구나(鳥たちも世を去る) [3][4]
- 1985年、겨울 나무로부터 봄 나무에로(冬の木から春の木に)
- 1987年、나는 너다(私は君だ)
- 1991年、게 눈 속의 연꽃(カニの目の中の蓮の花)
- 1999年、어느날 나는 흐린 주점 속에 앉아 있을 거다(ある日私は曇った居酒屋に座っているだろう)
- 2000年、오월의 신부(五月の新婦)